# Zračna luka Urmija
Zračna luka Urmija (IATA kod: OMH, ICAO kod: OITR) smještena je u blizini grada Urmije u sjeverozapadnom dijelu Irana odnosno pokrajini Zapadni Azarbajdžan. Nalazi se na nadmorskoj visini od 1324 m. Zračna luka ima jednu asfaltiranu uzletno-sletnu stazu dužine 3249 m, a koristi se za tuzemne letove odnosno vojne svrhe. Vodeći zračni prijevoznici koji nude redovne letove za Teheran-Mehrabad u ovoj zračnoj luci su Iran Air i Iran Air Tours.

## Vanjske poveznice
- (perz.) Službene stranice Zračne luke Urmija  Arhivirana inačica izvorne stranice od 25. ožujka 2010. (Wayback Machine)
- (engl.) DAFIF, World Aero Data: OITR  Arhivirana inačica izvorne stranice od 14. lipnja 2011. (Wayback Machine)
- (engl.) DAFIF, Great Circle Mapper: OMH